# استان رنگ‌پور
استان رنگ‌پور (به لاتین: Rangpur Division) یکی از استان‌های بنگلادش است.

## خصوصیات
استان رنگ‌پور ۱۶٬۱۸۴٫۹۹ کیلومترمربع مساحت و ۱۵٬۷۸۷٬۷۵۸ نفر جمعیت دارد.